# Sarett-Oxidation
Die Sarett-Oxidation ist eine Namensreaktion der organischen Chemie. Diese wurden von den amerikanischen Chemiker Lewis Hastings Sarett (1917–1999) im Jahr 1953 entdeckt. Die Reaktion dient zur Synthese von Aldehyden oder Ketonen. Als Oxidationsmittel dient das Sarett-Reagenz, Chrom(VI)-oxid, das in Pyridin gelöst ist. Eine Weiterentwicklung der Sarett-Oxidation stellt die Collins-Oxidation dar, bei der anstatt Pyridin Dichlormethan als Lösungsmittel verwendet wird.

## Übersichtsreaktion

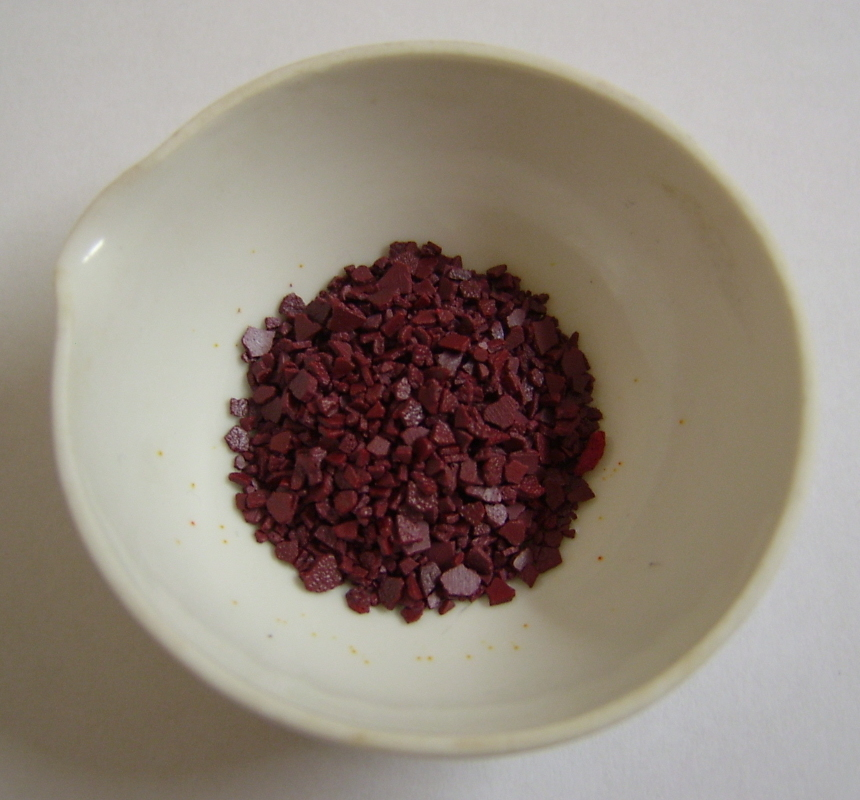
Unreagiertes rotes Chromtrioxid

Bei dieser Oxidation wird ein primärer Alkohol (R2 = H), mit Chromtrioxid, zu einem Aldehyd oxidiert. Bei der Oxidation eines sekundären Alkohols (R1, R2 = Organylgruppe, z. B. Alkylgruppe) entsteht analog ein Keton.

## Reaktionsmechanismus
Ein möglicher Reaktionsmechanismus soll am Beispiel der Oxidation eines  primären  (R2 = H) oder sekundären (R2 = Organylgruppe) Alkohols  1 erläutert werden:
Die Hydroxygruppe des Alkohols 1 greift das Chrom an, daraus entsteht das Oxoniumion 2. Durch Verschiebung eines Protons können die Ladung in 2 ausgeglichen werden und es entsteht die Chromverbindung 3. Durch Abspaltung eines Protons und eines Chromions mit Hilfe von Pyridin (Py), kann der Aldehyd (R2 = H) bzw. das Keton (R1, R2 = Organylgruppe, z. B. Alkyl- oder Arylgruppe)  4 erhalten werden.

## Nachteile der Sarett-Oxidation
Chrom(VI)-oxid oder Chromtrioxid ist ein gefährlicher Stoff der karziogen wirkt – genetische Defekte verursachen kann – und zu Verätzungen an den Augen oder der Haut bei Kontakt führt. Bei wiederholter Aufnahme kann es zu Organschäden kommen. Es ist brandfördernd, mit brennbaren Stoffen vermischt ist es leicht entzündlich und leicht in Wasser löslich. Darüber hinaus wirkt es in Wasser stark sauer durch Bildung von Chromsäure und kann in Lösungen per Resorption über die Haut aufgenommen werden. Daher sollte die alternative Verwendung anderer, weniger gefährlicher Oxidationsmittel vorher geprüft werden, z. B. von Sauerstoffdifluorid, Kaliumpermanganat oder Wasserstoffperoxid.